# 布祖盧克
52°47′N 52°15′E / 52.783°N 52.250°E
布祖盧克 （俄语：Бузулу́к）是俄羅斯奧倫堡州西部的一個城市，位於薩馬拉河、布祖盧克河和多馬希卡河匯合之處。2002年人口87,296人。
1736年建城，時稱布祖卢克斯卡亚（Бузулу́кская）。1781年設市。